# Wes Bentley
Wesley Cook "Wes" Bentley (* 4. září 1978, Jonesboro) je americký herec, který se především věnuje filmu. 
Bentley je známý hlavně díky jeho roli Ricky Fittse ve filmu Americká krása (1999), díky které získal cenu BAFTA za nejlepší mužský herecký výkon ve vedlejší roli, Blackheart z filmu Ghost Rider (2007), Thomas ve filmu P2 (2007), Seneca Crane v The Hunger Games (2012) a Doyle ve filmu Interstellar (2014). Byl jeden ze čtyř subjektů v dokumentu My Big Break, díky čemuž ztratil věhlas z Americké krásy a stal se drogově závislým. Ve snaze si znovu vybudovat kariéru hrál v permiéře Venus in Fur pod režií Davida Ivese v New Yourském divadle mimo Broadway roku 2010. Mezi filmy, ve kterých následně účinkoval, se řadí Vykoupení (2000), Čtyři pírka (2002), Životní zápas (2005), Weirdsville (2007), There Be Dragons (2011), The Time Being (2012), Pioneer (2013), After the Fall (2014), We Are Your Friends (2015) a Pete's Dragon (2016).
Od roku 2014 se poprvé objevil v hororové sérii American Horror Story na televizi FX, kde hrál Edwarda Mordrakea ve 4. sérii Freak show. V roce 2015 působil v 5. sérii s názvem Hotel jako detektiv John Lowe, za což byl nominován na Critics' Choice Television Award. Rok na to hrál i v 6. sérii s podtitulem Roanoke jako Dylan.